# Leopold Müller
Leopold Müller (Salzburgo, 9 de janeiro de 1908 – Salzburgo, 1 de agosto de 1988) foi um geólogo austríaco, um dos pioneiros da mecânica das rochas e um dos principais contribuidores para o desenvolvimento do Novo Método Austríaco de Tunelamento.